# Bombardier (piwo)

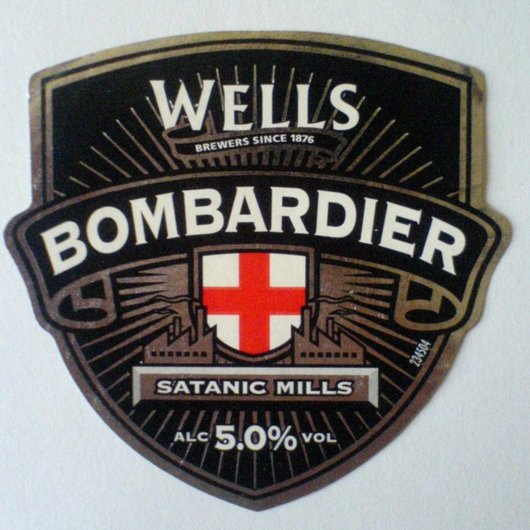
Etykieta piwa Bombardier

Bombardier – wspólna nazwa piw warzonych przez niezależny rodzinny browar Charles Wells z Bedford w Anglii, który po połączeniu się z browarem Young's utworzył spółkę Wells & Young's Brewing Company Limited. Browar warzy piwo w trzech odmianach:
- Wells Bombardier English Premium Beer - 5,2% alk., styl: Premium Bitter, barwa: ciemna czerwonobrązowa[2]
- Wells Bombardier Burning Gold - 4,7% alk.
- Wells Bombardier Satanic Mills - 5,0% alk., styl: Angielski Porter, barwa: czarna